# Lethocerus grandis
Lethocerus grandis — вид велетенських водних клопів родини Belostomatidae. Один з найбільших представників ряду напівтвердокрилих.

## Поширення
Ендемік Бразилії. Трапляється в прісних водоймах на сході країни між Ріо-де-Жанейро та Сан-Паулу.

## Опис
Комаха завдовжки до 10 см. Тіло широке та овальне, світло-коричневого забарвлення з блідими смугами в передній частині. Передні кінцівки з гострими кігтями, хапального типу. Середні та задні кінцівки пристосовані для плавання.

## Спосіб життя
Мешкають у прісних стоячих водоймах. Активні нічні хижаки. Полюють на великих комах, дрібних риб, земноводних та плазунів.